# Pont-de-Roide
Pont-de-Roide és un municipi francès situat al departament del Doubs i a la regió de Borgonya - Franc Comtat. L'any 2007 tenia 4.619 habitants.

## Demografia

### Població
El 2007 la població de fet de Pont-de-Roide era de 4.619 persones. Hi havia 2.060 famílies de les quals 728 eren unipersonals (292 homes vivint sols i 436 dones vivint soles), 600 parelles sense fills, 564 parelles amb fills i 168 famílies monoparentals amb fills.
La població ha evolucionat segons el següent gràfic:
Habitants censats

### Habitatges
El 2007 hi havia 2.259 habitatges, 2.101 eren l'habitatge principal de la família, 29 eren segones residències i 129 estaven desocupats. 1.085 eren cases i 1.164 eren apartaments. Dels 2.101 habitatges principals, 1.168 estaven ocupats pels seus propietaris, 880 estaven llogats i ocupats pels llogaters i 53 estaven cedits a títol gratuït; 20 tenien una cambra, 172 en tenien dues, 493 en tenien tres, 570 en tenien quatre i 846 en tenien cinc o més. 1.485 habitatges disposaven pel capbaix d'una plaça de pàrquing. A 1.017 habitatges hi havia un automòbil i a 729 n'hi havia dos o més.

### Piràmide de població
La piràmide de població per edats i sexe el 2009 era:
| Homes | Edats   | Dones |
| ----- | ------- | ----- |
| 4     | 95 o +  | 0     |
| 8     | 90 a 94 | 32    |
| 24    | 85 a 89 | 48    |
| 28    | 80 a 84 | 32    |
| 56    | 75 a 79 | 88    |
| 104   | 70 a 74 | 124   |
| 84    | 65 a 69 | 120   |
| 140   | 60 a 64 | 156   |
| 76    | 55 a 59 | 108   |
| 188   | 50 a 54 | 196   |
| 200   | 45 a 49 | 192   |
| 144   | 40 a 44 | 152   |
| 220   | 35 a 39 | 152   |
| 188   | 30 a 34 | 160   |
| 184   | 25 a 29 | 156   |
| 116   | 20 a 24 | 164   |
| 192   | 15 a 19 | 120   |
| 140   | 10 a 14 | 176   |
| 124   | 5 a 9   | 148   |
| 124   | 0 a 4   | 124   |

## Economia
El 2007 la població en edat de treballar era de 2.961 persones, 2.200 eren actives i 761 eren inactives. De les 2.200 persones actives 1.988 estaven ocupades (1.076 homes i 912 dones) i 212 estaven aturades (91 homes i 121 dones). De les 761 persones inactives 257 estaven jubilades, 206 estaven estudiant i 298 estaven classificades com a «altres inactius».

### Ingressos
El 2009 a Pont-de-Roide hi havia 2.090 unitats fiscals que integraven 4.648 persones, la mediana anual d'ingressos fiscals per persona era de 17.186,5 €.

### Activitats econòmiques
Dels 228 establiments que hi havia el 2007, 5 eren d'empreses extractives, 5 d'empreses alimentàries, 2 d'empreses de fabricació de material elèctric, 20 d'empreses de fabricació d'altres productes industrials, 25 d'empreses de construcció, 54 d'empreses de comerç i reparació d'automòbils, 8 d'empreses de transport, 15 d'empreses d'hostatgeria i restauració, 4 d'empreses d'informació i comunicació, 15 d'empreses financeres, 11 d'empreses immobiliàries, 25 d'empreses de serveis, 24 d'entitats de l'administració pública i 15 d'empreses classificades com a «altres activitats de serveis».
Dels 64 establiments de servei als particulars que hi havia el 2009, 1 era una oficina d'administració d'Hisenda pública, 1 gendarmeria, 1 oficina de correu, 4 oficines bancàries, 8 tallers de reparació d'automòbils i de material agrícola, 1 taller d'inspecció tècnica de vehicles, 1 autoescola, 2 paletes, 4 guixaires pintors, 6 fusteries, 5 lampisteries, 3 electricistes, 8 perruqueries, 1 veterinari, 2 agències de treball temporal, 10 restaurants, 2 agències immobiliàries, 1 tintoreria i 3 salons de bellesa.
Dels 32 establiments comercials que hi havia el 2009, 3 eren supermercats, 1 un supermercat, 5 fleques, 2 carnisseries, 2 llibreries, 8 botigues de roba, 1 una botiga de roba, 1 una sabateria, 1 una botiga d'electrodomèstics, 1 una botiga de mobles, 2 drogueries, 1 un drogueria, 1 una perfumeria i 3 floristeries.

## Equipaments sanitaris i escolars
El 2009 hi havia 2 centres de salut, 3 farmàcies i 1 ambulància.
El 2009 hi havia 3 escoles maternals i 3 escoles elementals. Pont-de-Roide disposava d'un col·legi d'educació secundària amb 382 alumnes.

## Poblacions més properes
El següent diagrama mostra les poblacions més properes.